# Fatty's Gift
Fatty's Gift er en amerikansk stumfilm fra 1914 instrueret af Roscoe "Fatty" Arbuckle, der også spiller filmens hovedrolle.

## Medvirkende
- Roscoe 'Fatty' Arbuckle
- Minta Durfee
- Hank Mann
- Al St. John